# Фундація дослідження Лемківщини
Фундація Дослідження Лемківщини — громадська науково-просвітницька організація, яка створена з ініціативи Організації оборони Лемківщини з метою дослідження і популяризації історії й культури лемків.

## Історія
Наприкінці 1976 року, з ініціативи д-ра Івана Гвозди, тодішнього голови Світової Федерації Лемків й завдяки старанням тодішнього голови Крайової Управи Організації Оборони Лемківщини Мирона Мицьо, була заснована Фундація Дослідження Лемківщини в Америці, котра мала б бути звільнена від державних податків, так звана (Non-profit tax-exempt organization).
17 грудня 1976 року за допомогою адвокатської фірми Флис-Лозинський до уряду штату Нью-Йорк було внесено заяву про створення інкорпорації під назвою Фундація Дослідження Лемківщини (ФДЛ).
10 лютого 1977 року ФДЛ була офіційно зареєстрована, а 12 березня цього ж року відбулися перші засновуючі збори, де було вибрано першу Раду Директорів в склад якої ввійшли: д-р Іван Гвозда, Василь Майкович, Петро Гарайда, Дмитро Барна, Михайло Шашкевич, Микола Грицковян, Юліян Котляр, Іван Блиха, Іван Полянський та Михайло Фарбанець, а очолив Мирон Мицьо, котрий і був головою до 20 листопада 1993 року. Від 20 листопада 1993 року до 12 листопада 2000 року, головою був Володимир Кікта. Від 12 листопада 2000 року до відходу у вічність головою ФДЛ був Стефан Гованський. 6 жовтня 2013 року головою був обраний Андрій Хомик.
14 серпня 1981 року Фундація Дослідження Лемківщини одержала «Tax Exempt Status under Section 501 (c) (3) of IRS Code» і є звільнена від державного оподаткування.

## Завдання
- Зберігати ідентичність, культурне надбання і традиції лемків і Лемківщини, як невіддільної частини України (по обох сторонах Карпат).
- Забезпечувати фінансово і морально науковців, чи студентів, які досліджують проблеми Лемківщини або спеціалізуються в ділянках, що посередньо, чи безпосередньо, відносяться до лемкознавства, як також інституції, які сприяють науковим дослідженням в таких ділянках.
- Публікувати і розповсюджувати публікації вищезгаданих напрямків.
- Для забезпечення виконавства прийнятих завдань — організовувати збірки фондів у формі готівки, нерухомого й рухомого майна, та приймати допомогу у формі дарунків, посмертних дарів.